# A beszélő disznó
A beszélő disznó Moldova György szatíra-kötete, illetve a könyv címadó szatírája, amely 1978-ban jelent meg a Magvető Könyvkiadónál. A könyvet Várnai György illusztrálta.

## A címadó szatíra

### Története
|  | Alább a cselekmény részletei következnek! |

A szatíra cselekménye a Feketetelki Állami Gazdaságban játszódik. A mű szereplője Kerekes Lajos sertésgondozó, doktor Barta Edit, a gazdaság igazgatónője, valamint Józsi (Feketetelki József), a beszélő disznó.
Józsinak, az állami gazdaság hízójának korábbi gazdája Senkei bácsi, az egykori tanácselnök volt. Mikor Senkei nyugdíjas lett, egész nap az ól körül tett-vett, és beszélt a malacokhoz. Józsi előbb csak egy-két szót jegyzett meg, végül megtanult beszélni. Senkei halála után Józsi „az elmaradt magán-kisárutermelő szektorból” átkerült a Feketetelki Állami Gazdaság IX-es számú óljába, „a fejlett szocialista mezőgazdasági nagyüzembe”.
Józsi az emberek és a sertések előtt is titkolta, hogy tud beszélni, mert félt, hogy elveszítik iránta a bizalmat. Egyik éjszaka azonban Kerekes Lajos sertésgondozó meghallotta, amint Józsi álmában káromkodik. Az esetet azonnal jelentette a gazdaság igazgatónőjének, doktor Barta Editnek – aki épp egy tanulmányt írt egy mezőgazdasági folyóiratba, ehhez az értelmező szótárban a számára ismeretlen „aratás” szó jelentését kereste. Az igazgatónő tanácstalanul töprengett, hogy mire használhatna egy beszélő disznót. Végül Józsi egy ajánlattal állt elő:
Arra gondoltam, hogy úgy teszünk, mintha mi sem történt volna, vissza tetszenek engem helyezni a többi malac közé. Én megfigyelném, hogy a társaim mit beszélnek, mi a véleményük az ellátásról, a férőhelyekről és főleg önökről, a vezetőkről, akiket mindnyájan tisztelünk és becsülünk. […] Arról sem hallottam, hogy van-e ilyen rendszer az emberek között, de a sertések között szerintem nagyon jól beválna.
Így Józsi közvetlen hangulatjelentéseket készített, közben megbízóit is gondosan megfigyelte. Megtanították írni-olvasni, különböző tanfolyamokra, továbbképzésekre küldték. Józsi karriert futott be, lakáshoz, autóhoz jutott. Végül az állami gazdaság igazgatójának nevezték ki.
|  | Itt a vége a cselekmény részletezésének! |

### A szatíra ötlete
Moldova szerint A beszélő disznó alapötletét a Kossuth Rádió Falurádió című műsorában elhangzó egyik riport adta. A riportban egy állami gazdaság főállattenyésztője elmondta, hogy szerinte az alkalmazott tápszert a sertések túlságosan savanyúnak találták. („Egyetlen élő kérdőjellé váltam: Honnan tudja?!”)
A mű egy évvel az Akit a mozdony füstje megcsapott… című szociográfia után jelent meg. A mű elkészítése során Moldova ellátogatott a ferencvárosi Sertésvásártér vasútállomásra, ahol riportot készített az ott dolgozókkal. A vágóhídon látottakat felhasználta a szatírában is.
| Akit a mozdony füstje megcsapott… (1977) | A beszélő disznó (1978) |
| --- | --- |
| „Beértünk a nagykapu elé, a teherautó megáll, de a disznók nem akarnak lejönni a platóról, egy falkában húzódnak a belső sarokba, […] ostorral, seprűvel hajtják lefelé az állatokat, […] állítólag, ha egy megindul, követi az egész falka.” | „Mindig sok bajjal járt az állatok beszállítása a vágóhídra, a sertések már a kapuban megérezték a vér szagát, és vagdalkoztak, nem voltak hajlandók lejönni a teherautó platójáról, […] Józsinak kellett valamilyen megoldást kitalálnia. […] Mikor a teherautó megérkezett a vágóhídra, Józsi öntudatosan feltartott fejjel elsőnek futott le a platóról, […] Példája szinte hipnotizáló erővel hatott a többiekre, minden ellenállás nélkül hagyták magukat a böllérkés alá terelni.” |

## A kötet

### Tartalom
A könyv két részből áll. Első felében öt szatíra található, a Maga az iparos címet viselő második rész önéletrajzi vonatkozású esszéket tartalmaz.
- A beszélő disznó
- Szabál…
- Istók, a vizek királya
- Egy boldogtalan számítógép
- Maga az iparos
  - Doktor Simon Pál
  - Riporterek erkölcsei
  - Szoc. Reál Budapest
  - Az első novellám
  - Miért nem írok színdarabot?
  - És miért nem írok filmet?
  - Miért nincsenek íróbarátaim?
  - A népszerűség ügyében

## Külső hivatkozások
- A beszélő disznó – a moly.hu könyvismertetője.

## Kapcsolódó művek
- Moldova György: Nehéz szatírát írni? 3. Archiválva 2009. február 3-i dátummal a Wayback Machine-ben In.: Tökös-mákos rétes. Budapest: Magvető. 1982. ISBN 963-271-796-1
- Moldova György: Fegyvert és vitézt… Archiválva 2009. február 3-i dátummal a Wayback Machine-ben In.: A törvény szolgája és egyéb történetek. Budapest: Magvető. 1980. ISBN 963-271-335-4
- Moldova György: Akit a mozdony füstje megcsapott…. 2. kiadás. Budapest: Szépirodalmi. 1978. 46–53. o. ISBN 963-15-1121-9